# Melanotus crassicollis
Melanotus crassicollis är en skalbaggsart som först beskrevs av Wilhelm Ferdinand Erichson 1841.  Melanotus crassicollis ingår i släktet Melanotus, och familjen knäppare. Arten har ej påträffats i Sverige.